# Iti
Iti é um género botânico pertencente à família Brassicaceae.